# Rolf Breithaupt-Meyer
Rolf Breithaupt-Meyer, född den 7 juli 1884 på Rånnum i Västra Tunhems församling, Älvsborgs län, död den 9 juni 1978 i Kalmar, var en svensk militär.
Breithaupt-Meyer avlade studentexamen 1903 och officersexamen 1905. Han bedrev studier vid universitetet i Montpellier 1907–1908. Breithaupt-Meyer blev underlöjtnant vid Västgöta regemente 1905, löjtnant där 1909, och kapten 1920, vid Bohusläns regemente 1928. Han var adjutant 1908–1911, genomgick Krigshögskolan 1912–1914, var aspirant i generalstaben 1916–1919, förste adjutant vid III. fördelningsstaben 1923–1926 och brigadkvartermästare vid 6. infanteribrigaden 1926–1927. Breithaupt-Meyer befordrades till major vid Västernorrlands regemente 1929, till överstelöjtnant till Jönköpings-Kalmar regemente 1935 och till överste i armén 1942. Han var befälhavare i Eksjö försvarsområde 1940–1942 och i Kalmar försvarsområde 1942–1944. Breithaupt-Meyer beviljades avsked ur krigstjänsten 1944. Han blev riddare av Svärdsorden 1926.